# Landweer Schutterspark

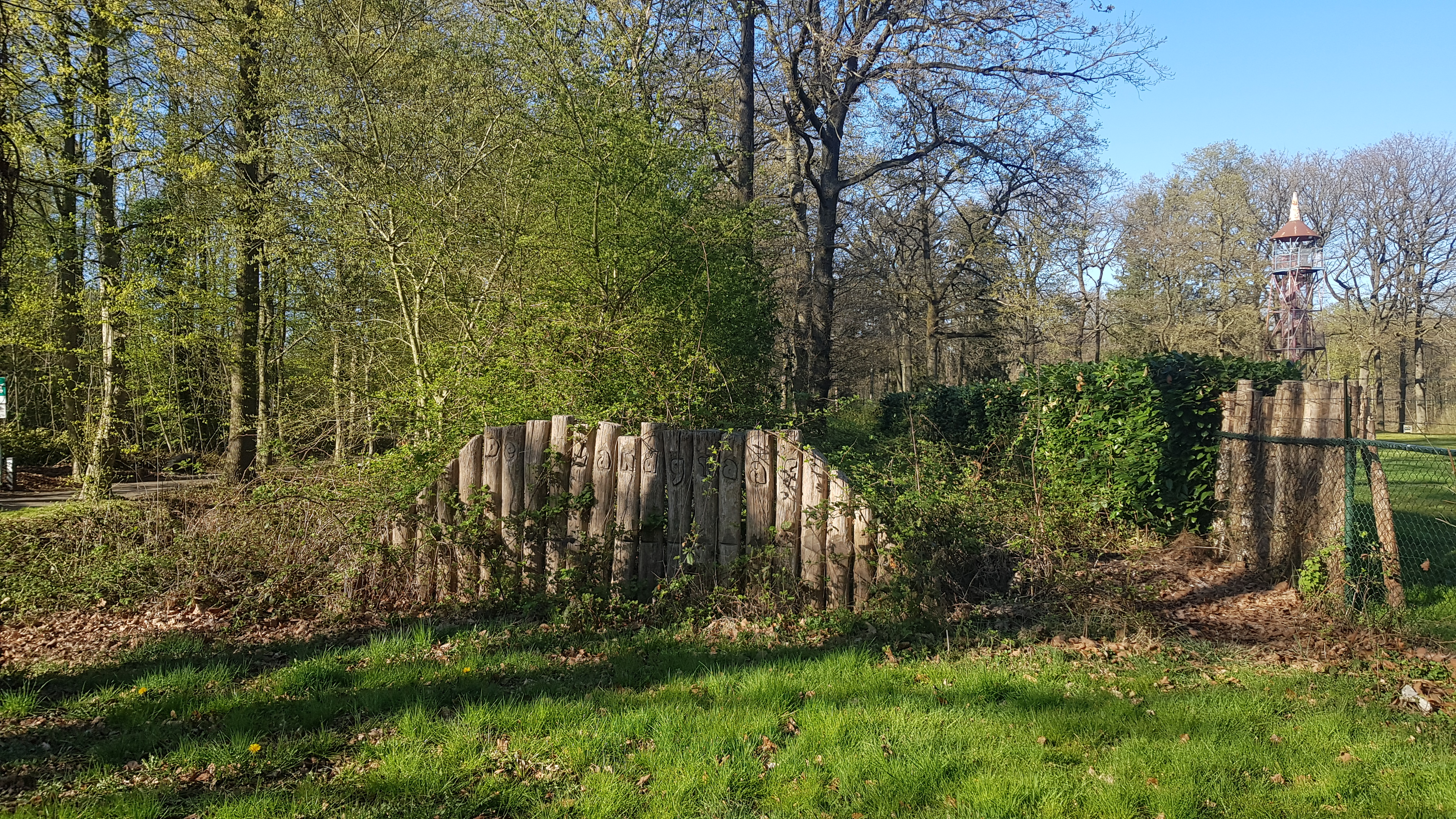
Landweer Schutterspark

De landweer in het Schutterspark is een landweer in het oude Schutterspark in Brunssum, in Nederlands Limburg. Ze was 10 km lang en maakte deel uit van de landweer die van Duitsland liep via Schinveld en Brunssum naar Landgraaf. Er is een tweede spitsgracht, de Allegraaf, die ligt in Duitsland.
Een ander stuk van de Landgraaf is de zuidelijker gelegen Landgraaf Brunssummerheide - Nieuwenhagen.

## Geschiedenis
De landweer is een middeleeuwse verdedigingslinie. Vermoedelijk werd de landweer in de 14e eeuw aangelegd door de lokale bevolking.

## Opbouw
In 2009 werd een deel van de landweer in het Schutterspark weer in ere hersteld. Andere delen zullen gemarkeerd gaan worden om de route van de landweer zichtbaar te maken zover dat gaat, want thans ligt op de plaats van een deel van de landweer een aangrenzende woonwijk.
De landweer lijkt tegenwoordig op een drooggevallen beek waar hier en daar wat water in staat. Vroeger bestond de landweer uit een spitsgracht met aan beide zijden een lage wal met scherpe ruggen van twee meter hoog. Op deze wallen bestond de begroeiing uit stekelige struiken als meidoorn of sleedoorn met als doel om een ondoordringbare hindernis te vormen voor roversbendes en plunderende troepen.